# Vinzenz Koppert
Vinzenz Koppert (* 26. Juni 1894 in München; † 14. Mai 1969) war ein deutscher Stenograph.

## Leben
Nach dem Abitur 1914 am Theresien-Gymnasium München leistete Vinzenz Koppert Kriegsdienst an der Westfront. Nach dem Krieg studierte er bis 1920 Rechts- und Staatswissenschaften an der Universität München; in dieser Zeit war er für den Soziologen Max Weber als Stenograf und Sekretär tätig. 1922 wurde er von der Universität Würzburg zum Dr. jur. et rer. pol. promoviert. 1924 bestand er das Assessorexamen.
Koppert war ab 1920 Parlamentsstenograf im Bayerischen Landtag und ab 1927 im Reichstag. Er wirkte an der stenografischen Protokollierung des Reichstagsbrandprozesses, des Reichs-Rundfunk-Prozesses, der Prozesse gegen Martin Niemöller und Werner von Fritsch sowie der Schauprozesse nach dem Attentat vom 20. Juli 1944 mit.
1946 wurde er Stenograph beim Magistrat von Groß-Berlin, anschließend Stenograph der Verfassungsgebenden Landesversammlung in Bayern, ab Anfang 1947 Leiter des Stenographenbüros beim Bayerischen Landtag und Direktor des Bayerischen Landesamtes für Kurzschrift, seit 1. September 1948 zugleich Leiter des Stenographischen Dienstes des Parlamentarischen Rates, der das Grundgesetz ausarbeitete. 1953 wurde er Leiter des Stenographischen Dienstes des Deutschen Bundestages. Sein Nachfolger wurde Kurt Peschel. Nach seiner Pensionierung arbeitete Koppert im Stenographischen Dienst des Europäischen Parlaments.

## Ehrungen
- 1958: Bundesverdienstkreuz 1. Klasse